# Stefano Tofanelli
Stefano Tofanelli (Lucca, 26 de septiembre de 1750 – Roma, 30 de noviembre de 1812) fue un pintor italiano.
Perteneciente a una humilde familia, obtuvo una pensión de su ciudad natal para estudiar en Roma, donde fue discípulo de Niccolò Lapiccola y ejecutó numerosos dibujos, reproduciendo las obras de los grandes maestros, destinados a los más célebres grabadores de su tiempo.
En 1781 fundó una Escuela de dibujo en Roma que dirigió hasta 1802, en que fue llamado a Lucca para dirigir aquella Escuela de Pintura. Además de las obras mencionadas pintó cierto número de retablos y composiciones mitológicas.